# Кельн (жіночий футбольний клуб)
Жіночий футбольний клуб «Кельн» (нім. 1. Fußball Club Köln) — німецький жіночий професіональний футбольний клуб із однойменного міста. Клуб був заснований в 1974 році під назвою «Грюн-Вайс Браувайлер», а з 2000 року носив назву «Браувайлер Пульгайм». У 2009 році увійшов до структури чоловічого футбольного клубу «Кельн» і отримав аналогічну назву та кольори.

## Досягнення
- Чемпіонат Німеччини:

Чемпіон (1): 1997
Віце-чемпіон (3): 1992, 1994, 1995
- Кубок Німеччини:

Володар (3): 1991, 1994, 1997
Фіналіст (1): 1993
- Суперкубок Німеччини:

Володар (2): 1994, 1997